# 浮き輪

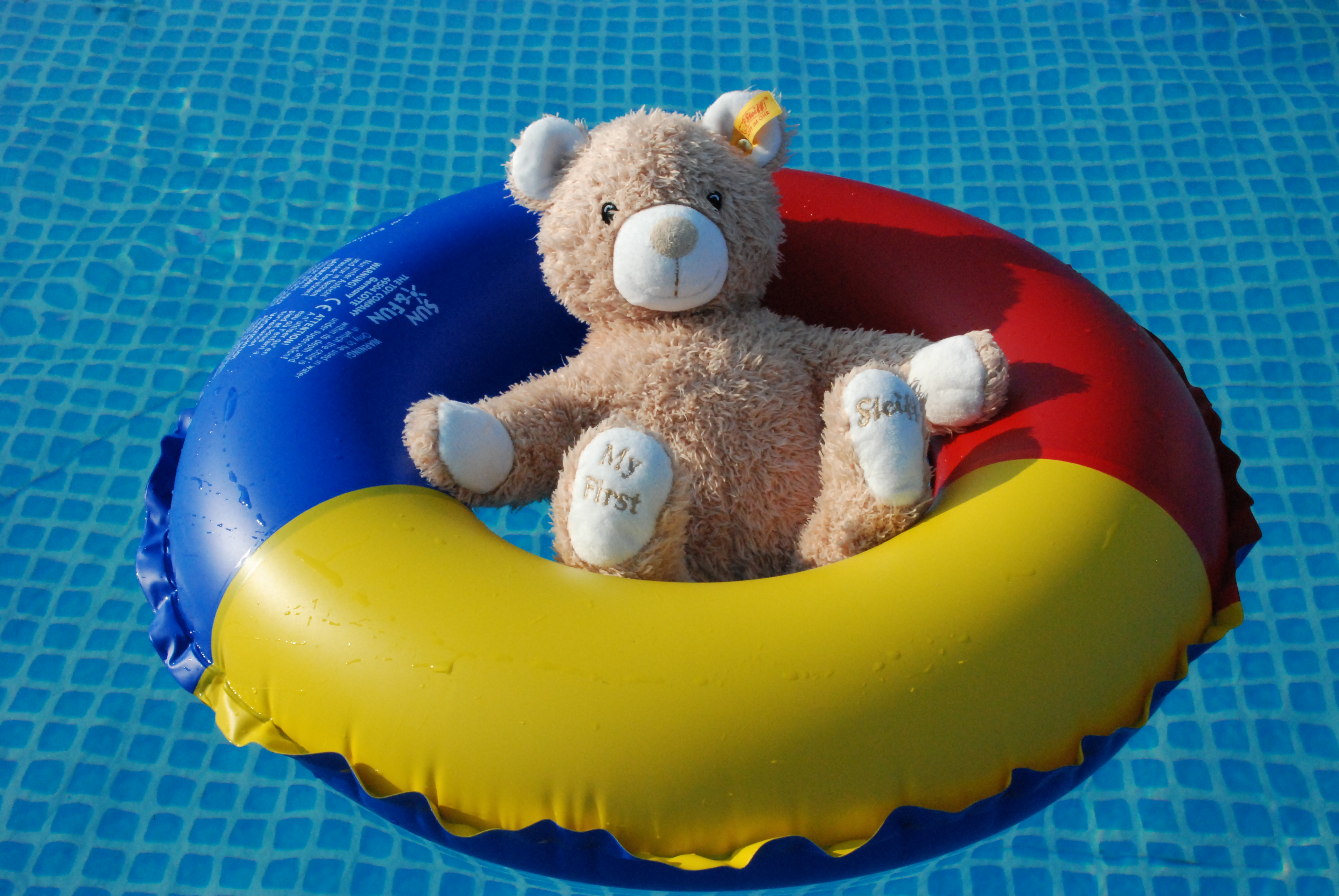
子供用の浮き輪

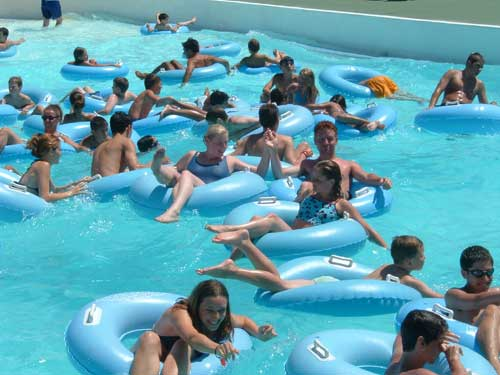
プールで浮き輪を使用する人々

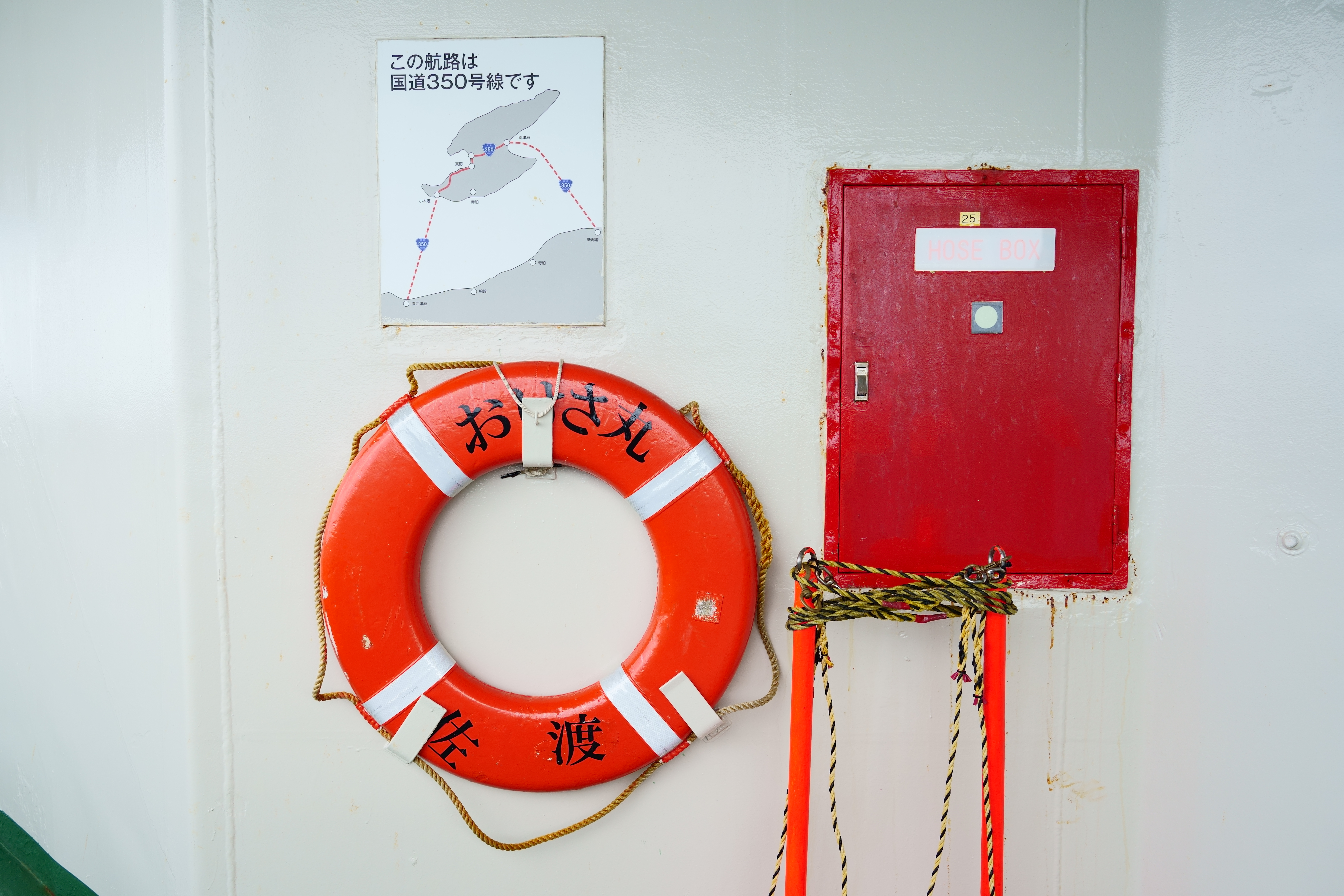
佐渡汽船おけさ丸の救命浮環

浮き輪（うきわ）は、水面に浮かぶために使用する環状の浮き具。英語ではswim ringである。水上で用いる空気入りの遊具には動物を模したものなど環状ではないものもあり、フロート(float)、フローター (floater) 、浮き遊具などとも呼ばれる。
一般的には中に空気入れて膨らませるビニール製のものが用いられるが、時代や国と地域によっては自動車用タイヤチューブも見られる。幼い子供や泳げない人の遊泳の補助や釣りなどのアウトドア、及び水難事故の救助などに用いられる。
特に海中転落などによって水中を浮遊している者を救助するための個人用救命器具は救命浮環（きゅうめいふかん）という。救命浮環は英語ではLifebuoyという。
浮き袋は古代メソポタミアでアッシリアの兵士が渡河のためにヒツジの皮を加工したものを戦闘時に使用したとされておりレリーフも残っている。日本において「浮嚢」という語の初出は9世紀半ばの『性霊集』2巻に見られる（コトバンク）。明代末期の『菜根譚』（16-17世紀）後集135にも「渡海的浮嚢」と記される。

## 浮き輪の種類

### O型

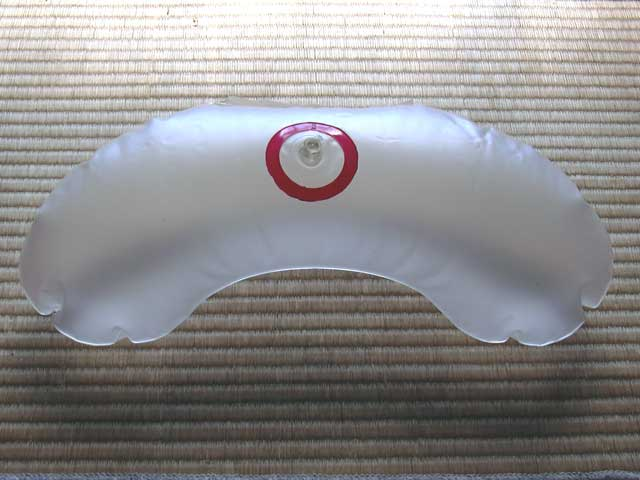
玩具用浮き輪の補助気室

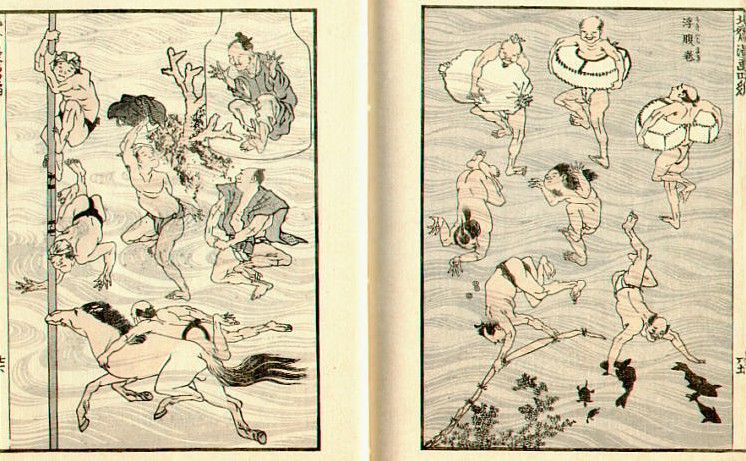
北斎漫画に描かれた浮腹巻

最も一般的な浮き輪で、ドーナツ状の形をしている。身体を輪の中心に入れ、両脇もしくは両腕で体を支えることで水中に浮かぶ。幼児用のものには溺れないよう、ズボンのように穿くタイプのものがある。幼児用浮き輪は一般的に45 cmから60 cmの直径を持ち、表面にアニメなどのキャラクターが描かれた塩化ビニール製のものが主流で、外周がハートや星の形をしたものもある。対象年齢としては、3歳から9歳くらいまでで、体重30 kg程度なら確実に浮くことができる。1980年代からは、80 cm以上の大きさのものも出回るようになった。このような直径の大きい浮き輪のうち、76 cm以上のものは玩具安全基準を満たす条件として5リットルの補助気室が必要であるため、空気を入れる場所が2箇所以上設けられているのが普通である。

### U型・V型
主にアウトドアレジャーに使用される浮き輪で、前方が開いているUの字やVの字の形をしており、着脱が容易な形となっている。前方が開いているので、前進する時の抵抗が少ない。
遊泳に使用されるU型の浮き輪は、後方が開いている。前方に装着されているフックを握り、バタ足がしやすいように作られている。

### その他の種類
フロートは水上で用いることを目的とする空気入りのビニール製品（サーフや浮き輪とは区別される）で、海洋生物型や鳥型などがある。
腕用浮き輪は主に子供の水泳の練習に用いられる。両腕に装着することで、小さい浮力を作る。
いかだ型の浮き輪は「ビーチマット」などと呼称され、大きなものは大人が寝そべったまま水上に浮けるだけの浮力を有している。

## 浮き輪使用の注意事項

### 浮き輪の危険性
子供用の浮き輪は、あくまでも玩具である。本来は浮き輪がなくても溺れない水深でのみ子供に使わせるものであるが、このルールを守らないことに起因する水の事故が発生し続けている。泳げない幼児をビニール製の浮き輪だけで遊ばせることは、リスクが高い。
フロートは、風による影響を受けやすく、漂流、孤立などにより海岸に戻れなくなる事故も発生している。
O型のズボンのように穿くタイプのものは入浴用の商品もあるが、幼児が転覆して起き上がれず、溺死する事故が発生している。

### 浮き輪使用の制限
浮き輪の使用を制限・禁止するプールも存在している。